# Epilohmannoides bipectinatus
Epilohmannoides bipectinatus är en kvalsterart som först beskrevs av Aoki 1959.  Epilohmannoides bipectinatus ingår i släktet Epilohmannoides och familjen Epilohmanniidae. Inga underarter finns listade i Catalogue of Life.